# Scotogramma repentina
Scotogramma repentina är en fjärilsart som beskrevs av Morrison 1875. Scotogramma repentina ingår i släktet Scotogramma och familjen nattflyn. Inga underarter finns listade.